# 三棵树镇
三棵树镇，是中华人民共和国贵州省黔东南苗族侗族自治州凯里市下辖的一个乡镇级行政单位。

## 行政区划
三棵树镇下辖以下地区：
三棵树社区、凯里纸厂家委会、平寨村、老鸦村、南花村、平乐村、高坡村、季刀村、小乌烧村、大乌烧村、摆底村、南高村、格细村、朗利村、长青村、沙嘴村、柏松村、硐下村、偿朗村、格冲村、铅厂村、平丰村、板新村和浪寨村。